# Condado de White Pine
O Condado de White Pine (em inglês:  White Pine) é um dos 16 condados do estado americano de Nevada. A sede e única localidade incorporada do condado é Ely. Foi fundado em 1869.

## Geografia
De acordo com o United States Census Bureau, o condado possui uma área de 23 042 km², dos quais 22 988 km² estão cobertos por terra e 55 km² por água.

## Demografia
Segundo o censo nacional de 2010, o condado possui uma população de 10 030 habitantes e uma densidade populacional de 0,4 hab/km². Possui 4 498 residências, que resulta em uma densidade de 0,2 residências/km².